# ブルータル・ジャスティス
『ブルータル・ジャスティス』（Dragged Across Concrete）は、2018年のアメリカ合衆国・カナダのクライム・スリラー映画。監督はS・クレイグ・ザラー、出演はメル・ギブソンとヴィンス・ヴォーンなど。R15+指定。
『ザ・インシデント』や『パペット・マスター』の脚本を担当、『トマホーク ガンマンvs食人族』や『デンジャラス・プリズン -牢獄の処刑人-』で容赦なきバイオレンス描写、独特の世界観から、ジャンル映画ファンの間で「暴力の伝道師」として知られるS・クレイグ・ザラー監督の日本初公開作品。
第40回ゴールデンラズベリー賞で「人命と公共財を軽視する無謀さに対する最低賞」にノミネートされた。

## ストーリー
ベテラン刑事ブレットとその相棒トニーは、強引な逮捕が原因で6週間の停職処分となった。
家族のために大金を必要としていたブレットは、麻薬密売人の取引後に彼らから金を強奪する事を思いつく。ブレットはトニーを誘い、ボーゲルマンという男に狙いを定め監視・尾行するが、これが思わぬ方向へと向かう。

## キャスト
※括弧内は日本語吹替
- ブレット・リッジマン: メル・ギブソン（磯部勉） - もうじき60歳のベテラン刑事。
- アンソニー“トニー”・ルラセッティ: ヴィンス・ヴォーン（菊池康弘） - 刑事。ブレットの相棒。
- ヘンリー・ジョンズ: トリー・キトルズ（英語版）（村井雄治） - 出所したばかりの黒人男性。
- ビスケット: マイケル・ジェイ・ホワイト（松川裕輝） - ヘンリーの幼なじみの相棒。
- ケリー・サマー: ジェニファー・カーペンター（竹村知美） - 産休明けの銀行員。
- フリードリヒ: ウド・キア - ブレットの情報源。高級紳士服店の経営者。
- メラニー・リッジマン: ローリー・ホールデン - ブレットの妻。元警官。多発性硬化症で足が不自由。
- サラ・リッジマン: ジョーダン・アシュレイ・オルソン - ブレットとメラニーの1人娘。
- エドミントン支店長: フレッド・メラメッド - ケリーの上司。
- イーサン・ジョンズ: マイルズ・トゥルート（英語版）（菊永あかり） - ヘンリーの弟。足が不自由。
- ジェニファー・ジョンズ: ヴァネッサ・ベル・キャロウェイ - ヘンリーとイーサンの母。娼婦。
- バスケス: ノエル・グーリーエミー - 違法薬物の密売人。
- ロレンズ・ボーゲルマン: トーマス・クレッチマン（江頭宏哉） - 犯罪グループのリーダー。
- ブラック・グローブ: プリモ・アロン - ボーゲルマンの仲間。
- グレー・グローブ: マシュー・マッコール - ボーゲルマンの仲間。
- カルバート警部: ドン・ジョンソン - ブレットとトニーの上司。

## 評価
本作は批評家から好意的に評価されている。映画批評集積サイトのRotten Tomatoesには146件のレビューがあり、批評家支持率は76%、平均点は10点満点で6.9点、批評家の一致した見解は「そのタイトル（原題：Dragged Across Concrete）通りに残忍で過酷な『ブルータル・ジャスティス』は、高速のスリルではなく、ゆっくりと燃えるようなドラマを目指しており、それを実現するために適切なキャストを揃えている。」となっている。
Metacriticには28件のレビューがあり、高評価は14件、賛否混在は13件、低評価は1件で、平均点は100点満点で60点となっている。